# Замок Балліскеллінгс
Замок Баллінскеллігс (англ. Ballinskelligs Castle) — один із замків Ірландії, розташований в графстві Керрі, біля однойменного селища Баллінскелліг, на березі однойменної бухти Баллінскелліг, на півострові Іверах, на вузькому мисі, що сильно розмивається морем. Нині замок лежить у руїнах. Замок був побудований ірландським кланом Мак Карті Мор у XVI столітті для захисту своїх володінь, в першу чергу від піратів, а також для отримування тарифів від кораблів, що заходять до цих берегів. Замок баштового типу, збудований у норманському стилі. Клан Мак Карті Мор збудував низку таких замків уздовж узбережжя на землях, якими володів. Замок колись був висотою в 3 поверхи. Стіни товщиною понад 2 м. Бійниці замку обернені в бік моря. Колись між замком і морем була чимала відстань — шмат землі площею 2 акри, нині море розмило майже весь суходіл між замком і морем. У 1980 року після чергового шторму вимило морем чимало давніх артефактів. У цьому замку в 1620 році жив Христофор Сігерсон, що отримав у володіння абатство Баллінскелліг.